# Myasishchev M-60
Myasishchev M-60 là một thiết kế máy bay ném bom động cơ hạt nhân của Liên Xô. Thiết kế này tương tự như mẫu thử của máy bay ném bom M-50.
Myasishchev nhận được chỉ thị phát triển M-60 vào ngày 19 tháng 5 năm 1955.
Có thể tên định danh M-60 được sử dụng cho vài dự án của Myasishchev, bao gồm máy bay dân dụng và máy bay vận tải.